# Parobé
Parobé es un municipio brasileño del estado de Rio Grande do Sul.

## Geografía física
Está situada en la mesorregión metropolitana de Porto Alegre, en la microrregión de Porto Alegre
Por el municipio discurren los ríos dos Sinos y Paranhana. 

## Historia
Recibió su nombre en homenaje al entonces secretario de Obras de Estado João José Pereira Parobé, que fue el responsable de la construcción de una vía de ferrocarril que pasaba por el municipio. La ciudad se comenzó a formar en torno a una estación cuyo edificio se encuentra en la plaza central, actualmente convertido en un museo.
La colonización fue predominantemente alemana, no obstante y debido a la gran oferta de mano de obra de las grandes empresas instaladas en el municipio hubo una intensa inmigración y la ciudad es hoy bastante multicultural.
En 1982 se emancipó del municipio de Taquara debido al crecimiento de la industria del calzado en los años 1970. Su buena localización le permite ser nudo de comunicación hacia grandes ciudades vecinas como Novo Hamburgo, São Leopoldo o la capital del estado, Porto Alegre. 

## Economía
Es la sede de grandes fábricas de zapatos. En el pasado, contó también con empresas destacadas como Santek, Starsax y Calçados Azaléia, entre otras.